# Kabinett Karl von Berg
Das Kabinett Karl von Berg bildete vom 26. Juni 1874 bis 1. Oktober 1876 die von Großherzog Peter II. berufene Landesregierung des Großherzogtums Oldenburg.
Die Neubildung des Kabinetts wurde durch den Tod des bisherigen Staatsministers Peter Friedrich Ludwig von Rössing notwendig, zu dessen Nachfolger der langjährige Innenminister Karl von Berg ernannt wurde.
Das neue Kabinett hielt nur zwei Jahre, da der Landtag sich der Forderung der Regierung nach Erhöhung des Budgets für den Eisenbahnausbau verweigerte. Auch eine Auflösung und Neuwahl des Landtags ergab keine nennenswerte Änderungen der Mehrheitsverhältnisse, sodass von Berg als Verlierer in der Machtprobe mit dem Parlament mit seiner Regierung zurücktrat.
| Amt                                                        | Name                                   |
| ---------------------------------------------------------- | -------------------------------------- |
| Staatsminister, Inneres, Großherzogliches Haus und Äußeres | Karl von Berg                          |
| Justiz, Kirchen und Schulen sowie Militärangelegenheiten   | Wilhelm Mutzenbecher, ab 14. Juli 1874 |
| Finanzen                                                   | Friedrich Andreas Ruhstrat             |